# Cyrtodactylus mimikanus
Espèce
Synonymes
- Gymnodactylus mimikanus Boulenger, 1914

Cyrtodactylus mimikanus est une espèce de geckos de la famille des Gekkonidae.

## Répartition
Cette espèce est endémique de Nouvelle-Guinée.

## Publication originale
- (en) Boulenger, 1914 : An annotated list of the batrachians and reptiles collected by the British Ornithologists' Union Expedition and the Wollaston Expedition in Dutch New Guinea. Transactions of the Zoological Society of London, vol. 20, n. 5, p. 247-274  (texte intégral).